# أغوم الأول
كان أغوم الأول ثاني ملوك الكاشيين المعروفين ، وهو ابن غانداش الذي خلفه في الحكم حوالي عام 1703 ق.م . حتى نحو 1682 ق.م . وفقًا لما ورد في  قائمة الملوك البابلية . خلفه ابنه كاشتيلياش الأول ، غير أن تفاصيل فترة حكمه تبقى غير واضحة لندرة المصادر المعاصرة ، ويُعرف بشكل أساسي من خلال القوائم الملكية .

## الحكام الكيشيون الأوائل
الحكام الكيشيون الأوائل هم تسلسل من ثمانية أو ربما تسعة أسماء تظهر في قوائم الملوك البابلية والآشورية ، وتزعم أنها تمثل الملوك الأوائل أو الأسلاف للسلالة التي أصبحت الأسرة الثالثة في بابل . تنسب قائمة الملوك أ لهذه الأسرة حكمًا دام 576 عامًا و 9 أشهر و 36 ملكًا ، بينما تشير دراسات حديثة إلى أن حكم الكيشيين استمر قرابة 350 عامًا فقط .

## النقش التاريخي
ربما كان أغوم الأول موضوعًا لنقش متأخر يعود إلى القرن السابع قبل الميلاد يذكر أيضًا داميق-إيلوشو ، آخر ملوك الأسرة الأولى في إيسن . كما يذكر نقش أغوم-كاكريمي أسماء أغوم رابي-إي ، كاشتيلياشو ، أبي راتاش ، وأور-شيجوروماش كأسلاف لـ أغوم-كاكريمي ، مع اختلاف في أنساب بعضهم . لا تسمح حالة السطر التاسع من قائمة الملوك المتزامنة بتحديد ما إذا كان الاسم هو " أغوم " ، ولذلك اقتُرح أن يكون " كاكريمي " بديلًا .

## اللبس مع أغوم الثاني
تُنسب أحيانًا إلى أغوم الأول رواية استعادة تمثال مردوخ من الحيثيون ، لكن أغلب الباحثين يرون أن هذا الحدث يخص أغوم-كاكريمي ، الذي عاش بعده بعدة قرون . ويُعزى هذا الالتباس إلى تشابه الأسماء وقلة النصوص المعاصرة .

## جدول الحكام
| الملك                      | فترة الحكم (تقريبية)   | الخلافة / النسب      | المراجع |
| -------------------------- | ---------------------- | -------------------- | ------- |
| غانداش                     | ح. 1729 – ح. 1704 ق.م. | خلافة غير واضحة      | [78]    |
| أغوم الأول                 | ح. 1703 – ح. 1682 ق.م. | ابن غانداش           | [78]    |
| كاشتيلياش الأول            | ح. 1681 – ح. 1660 ق.م. | ابن أغوم الأول       | [78]    |
| (اسم مفقود)                | ح. 1659 ق.م. ؟؟        | خلافة غير واضحة      | [78]    |
| أبي راتاش                  | غير محدد               | ابن كاشتيلياش الأول  | [80]    |
| كاشتيلياش الثاني           | غير محدد               | خلافة غير واضحة      | [80]    |
| أور-زيغورماش               | غير محدد               | من نسل أبي راتاش (؟) | [80]    |
| أغوم الثاني (أغوم-كاكريمي) | غير محدد               | ابن أور-زيغورماش     | [80]    |

## أنظر أيضًا
- ثالاسيا (ملكة)
- توروكيون
- غانداش
- حمورابي